# GEO (Generative Engine Optimization)
Generative Engine Optimization (afgekort: GEO) is een opkomende vorm van digitale marketing waarbij content wordt geoptimaliseerd om herkenbaar, relevant en bruikbaar te zijn voor generatieve AI-systemen zoals ChatGPT, Gemini, Claude en Perplexity. Het concept is nauw verwant aan zoekmachineoptimalisatie (SEO), maar verschilt fundamenteel in doelstelling: GEO richt zich niet op zichtbaarheid in zoekresultaten, maar op hoe AI-systemen content verwerken en eventueel opnemen in automatisch gegenereerde antwoorden.

## Achtergrond
Sinds de opkomst van AI-gebaseerde zoekfuncties en chatbots is er een verschuiving merkbaar in hoe gebruikers informatie vergaren. In plaats van een lijst met links ontvangen gebruikers steeds vaker directe tekstuele antwoorden, gegenereerd door grote taalmodellen (LLM’s). Deze modellen putten uit getrainde datasets, webpagina’s en contextuele cues. Marketeers spelen hierop in door content zodanig te structureren en formuleren dat ze door dergelijke systemen herkend en geïnterpreteerd kunnen worden.

## Verschillen met klassieke SEO
| Kenmerk      | SEO                           | GEO                                        |
| ------------ | ----------------------------- | ------------------------------------------ |
| Platform     | Zoekmachines (Google, Bing)   | Generatieve AI (ChatGPT, Gemini, etc.)     |
| Doel         | Ranking in zoekresultaten     | Citering in AI-antwoorden                  |
| Tactiek      | Keywords, metadata, backlinks | Semantische opbouw, contextuele relevantie |
| Meetbaarheid | SERP-positie, klikken         | Indirect, via AI-output                    |

## Praktische toepassingen
GEO wordt toegepast in sectoren zoals e‑commerce, educatie, juridische dienstverlening en contentmarketing. Voorbeelden zijn het structureren van veelgestelde vragen (FAQ’s), rich snippets, en semantisch duidelijke productomschrijvingen.

## Kritiek en ethiek
Critici wijzen op de moeilijkheid om het effect van GEO objectief te meten, omdat AI-systemen doorgaans geen transparantie bieden over gebruikte bronnen. Ook is er bezorgdheid dat commerciële partijen AI-antwoorden kunnen beïnvloeden zonder dat de eindgebruiker dit beseft.